# Eureka Flag

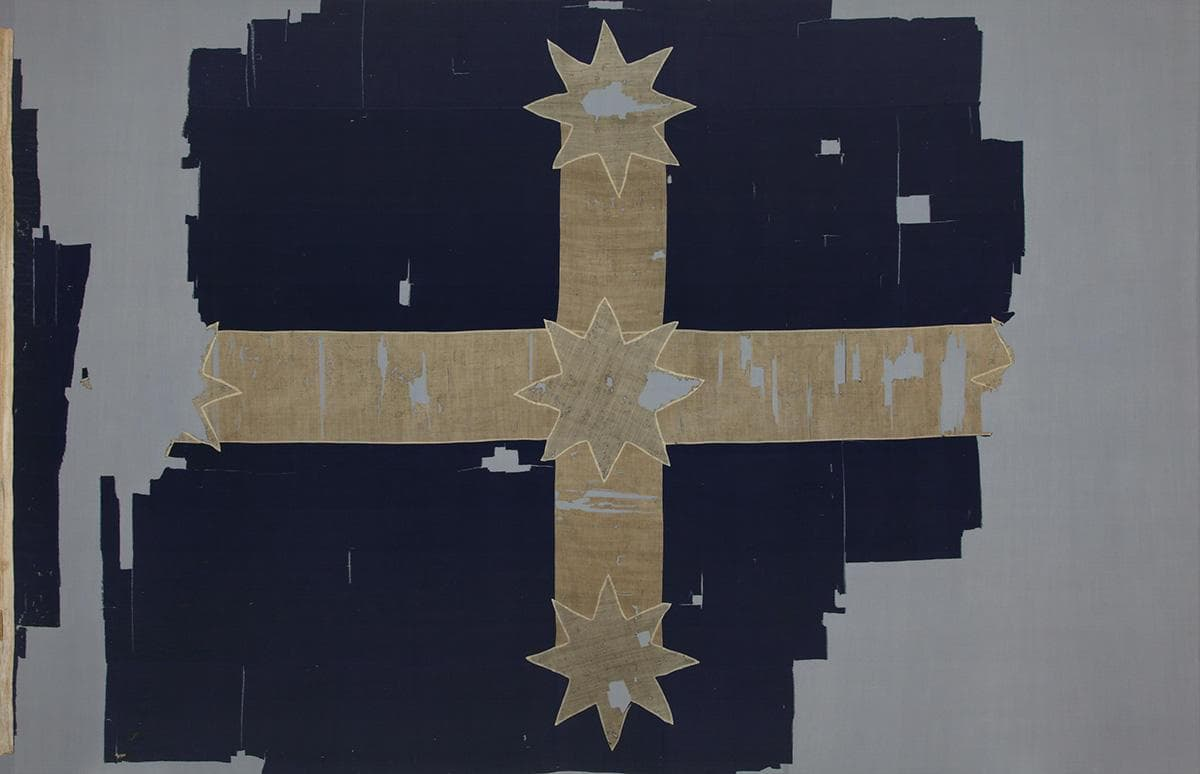
Oryginalna flaga w Art Gallery of Ballarat

The Eureka Flag – flaga prawdopodobnie zaprojektowana przez kanadyjskiego górnika złota, o pseudonimie „Porucznik Ross”, podczas tzw. buntu Eureka Rebellion w Ballarat (Wiktoria) w 1854 roku .
Flaga po raz pierwszy została zaprezentowana w trakcie spotkania górników 29 listopada 1854 roku, która miała symbolizować sprzeciw wobec rządu wiktoriańskiego . W trakcie szturmu oddziałów kolonialnych i policji 3 grudnia 1854 roku, flaga została ściągnięta z masztu i rozdarta  . Wydarzenia, które rozegrały się w trakcie buntu w Ballarat przyczyniły się do utożsamiania flagi z walką Australijczyków na rzecz demokracji oraz tożsamości narodowej. Oryginalna flaga, została odkryta na początku lat 60. XX wieku i przechowywana jest w Art Gallery of Ballarat .
The Eureka Flag wykorzystywana jest współcześnie jako symbol buntu wobec władzy. Wykorzystywana jest przez związki zawodowe, jak i różne ugrupowania polityczne (zarówno skrajnej lewicy oraz prawicy)  .
Na fladze umieszczono pięć białych gwiazd, które symbolizują Gwiazdozbiór Krzyża Południa. Gwiazdy połączone są za pomocą białego krzyża, który symbolizuje jedność w buncie. Gwiazdy i krzyż umieszczone są na ciemnoniebieskim tle, które symbolizuje niebieskie koszule noszone przez górników a nie niebo jak się powszechnie uważa. Prawidłowe proporcje flagi to 13:20 .